# Palazzo Erthal
Il palazzo Erthal (Erthaler Hof) è una corte nobile di Magonza. Fu costruito come residenza di famiglia dal rappresentante di Magonza a Lohr am Main, Philipp Christoph von und zu Erthal, che apparteneva alla linea Elfershausen della famiglia francone von Erthal. Come cavaliere architetto e consigliere curmainziano, si occupò anche della progettazione. L'esecuzione venne affidata a Johann Michael Schmitt e Franz Anton Hermann. La costruzione iniziò nel 1734 e l'edificio fu completato nel 1739. Appartiene quindi al gruppo delle corti nobili barocche come il Palazzo Schönborn, il Palazzo Bassenheim e il Palazzo Ostein intorno alla Schillerplatz.

## Architettura
In seguito ai viaggi di studio di Erthals in Francia e della sua formazione da parte di Germain Boffrand, l'architetto di corte francese, von Erthal introdusse lo stile classico di influenza francese a Magonza con il palazzo Erthaler che aveva progettato. Questo andò a sostituire, dalla metà del XVIII secolo, lo stile barocco, prevalentemente tedesco-austriaco meridionale, di moda fino a quel momento a Magonza. 
L'edificio principale è piuttosto semplice, tipico dello stile del neoclassicismo francese. Si compone di due padiglioni a tre piani collegati da una sezione centrale più bassa, il cosiddetto (e in qualche modo modificato) schema a tre piani. 
Il centro del complesso è caratterizzato da un timpano triangolare con lo stemma delle famiglie Erthal e Bettendorff sotto la corona di un barone. Questo stemma di alleanza si trova sul più datato centro austriaco/boemo sul lato del cortile. All'interno sono stati conservati soffitti in stucco e rivestimenti murali, soprattutto nell'ingresso e nella tromba delle scale. La decorazione del soffitto in stucco consente una classificazione cronologica nella fase di transizione da bandelwerk a rococò. I soffitti ignifughi hanno salvato le decorazioni dalla distruzione durante i bombardamenti della seconda guerra mondiale. 

## Storia
Dopo la fine dell'Elettorato di Magonza, il Palazzo Erthal servì come prefettura per l'amministratore del Dipartimento del Mont-Tonnerre, Jeanbon Saint-André. Dal 1816 al 1945 fu utilizzato come sede della direzione provinciale di Rheinhessen. Quindi vi si trasferì il governo distrettuale di Rheinhessen a partire dal 1969 e l'amministrazione del nuovo distretto di Magonza-Bingen. Dal 1998 l'edificio ospita la direzione generale per i beni culturali della Renania-Palatinato. Gli estesi lavori di restauro delle facciate, con la loro combinazione di colori originale, servono da modello per un restauro storico.